# Santa Catarina (Mexico)
Santa Catarina er en by og en kommune i den mexikanske delstat Nuevo León. Byen indgår i Monterreys storbyområde. Santa Catarina er opkaldt efter Catalina af Alexandria. Folketællinger fra 2005 viser et indbyggertal på 259.202 i byen. Kommunens totale areal er 984.5 km².
25°40′24″N 100°27′29″V / 25.67325°N 100.45813°V